# Adagio de Bonis
L'Adagio, ou Adagio en mi bémol mineur, op. 65, est une œuvre de Mel Bonis supposément composée avant 1914.

## Composition
Mel Bonis compose son Adagio mais ne la publiera jamais. Il existe trois manuscrits ayant pour titre « Pièce pour orgue » ou « Adagio ». La pièce est dédiée à l'organiste Henri Letocart, et c'est lui qui a inscrit les différentes registrations de l'œuvre. Elle est éditée pour la première fois à titre posthume en 1971 chez Carrara, puis dans L'Œuvre pour orgue chez Armiane en 2011.
L'œuvre devait faire partie d'un projet de Dix Pièces pour orgue qui n'a pas abouti.

## Analyse
L'œuvre est structurée en trois parties de type ABA'. Mel Bonis est fortement influencée par l'œuvre de César Franck.

## Sources
- Étienne Jardin, Mel Bonis (1858-1937) : parcours d'une compositrice de la Belle Époque, 2020 (ISBN 978-2-330-13313-9 et 2-330-13313-8, OCLC 1153996478, lire en ligne)